# Xiaomi Mi 11
Pour les articles homonymes, voir Mi 11.
Xiaomi Mi 11, est un smartphone haut de gamme basé sur Android conçu, développé, produit et commercialisé par Xiaomi, succédant à leur série Xiaomi Mi 10. Le téléphone a été lancé dans le monde entier le 8 février 2021,.

## Matériel

### Conception
La conception du Xiaomi Mi 11, est similaire à celle du Mi 10, maintenant la conception de la caméra avant dans le coin supérieur gauche. Le Mi 11 utilise Corning Gorilla Glass Victus sur son écran et Corning Gorilla Glass 5 sur son dos ou en cuir végétalien selon le modèle. L’avant du téléphone utilise un écouteur caché. L’arrière du téléphone a deux modèles de matériaux et cinq couleurs disponibles : noir, blanc, bleu, violet fumé et brun. Les trois premiers utilisent du verre anti-reflets et les deux derniers utilisent du cuir végétalien. En raison de la diversité des matériaux, l’épaisseur et le poids de l’appareil sont également différents. La version en verre givré anti-éblouissement mesure 8,06 mm d’épaisseur et pèse 196 g, et la version en cuir végétalien mesure 8,56 mm d’épaisseur et pèse 194 g.
Le cadre latéral du Mi 11 est toujours fait d’un alliage d’aluminium, et il y a une bande de débordement d’antenne de communication autour du fuselage, qui est rempli de moulage par injection plastique avec une couleur similaire au cadre. La partie supérieure du cadre est équipée d’un microphone antibruit, d’une fenêtre d’émission infrarouge et d’un haut-parleur (fonction écouteur intégré). Le côté droit est équipé d’un bouton de volume plus et moins et d’un bouton d’interrupteur/d’alimentation. La partie inférieure est équipée d’une fente pour carte SIM et d’une prise d’éjection, d’une interface USB Type-C et des principales ouvertures du haut-parleur. Il n’y a pas d’ouverture sur le côté gauche. Le cadre devient plus large près des boutons de commande. L’arrière du Mi 11 est en verre traité AG ou en polycarbonate de cuir. La version de la face arrière à base de verre est environ 2 g plus lourde que la version en polycarbonate, mais son épaisseur totale est réduite de 0,5 mm. Le coin supérieur gauche du capot arrière contient la zone de groupe de la caméra arrière, qui est contenue dans un rectangle arrondi.
Le côté gauche de la zone de la caméra est une zone noire en forme de piste de course Nascar, avec le capteur principal de la caméra placé sur la partie supérieure et le capteur grand angle sur la partie inférieure. Il y a un anneau argenté brillant sur la périphérie de l’ouverture principale du capteur de la caméra, qui est légèrement saillante, qui fait écho à la conception de Mi 9, Mi CC9 et d’autres modèles. Le côté droit de la zone en forme de piste de course est une zone argentée, de haut en bas, le capteur macro long foyer, la lumière de remplissage LED et le capteur de lumière ambiante auxiliaire sont disposés. Dans le coin inférieur gauche du fuselage, le logo "XIAOMI" du groupe Xiaomi, identique à celui de la série Xiaomi CC9, remplace le précédent logo "MI". La version en cuir uni comporte également une décoration circulaire en métal sous le logo, qui sert également de stratifié fixe en cuir.

## Écran
Le Xiaomi Mi 11 utilise un écran AMOLED flexible de 6,81 pouces (17,3 cm) fourni par Samsung Display, qui est le substrat AMOLED de quatrième génération (E4) de Samsung. Il a une disposition en forme de diamant sous-pixel et a une définition de 3200 par 1440. La densité de pixels (PPI) est 515. Il offre jusqu’à 1771 nit de luminosité maximale et 996 nit de luminosité plein écran, tel que testé par Display Mate, et prend en charge la gamme de couleurs DCI-P3.
Le verre d’écran de Xiaomi Mi 11 utilise Corning Gorilla Glass Victus. Selon Xiaomi, la résistance à la chute est 1,5 fois celle de la génération précédente, et la résistance à la rayure est deux fois celle de la génération précédente.

## Puce et stockage
Mi 11 a utilisé le premier modèle de SoC Qualcomm Snapdragon 888.
Le code de pièce de Qualcomm Snapdragon 888 est SM8350, et le CPU a l’architecture Qualcomm Kryo 680. Il se compose d’un grand cœur avec une fréquence principale de 2,84 GHz, trois cœurs centraux avec une fréquence principale de 2,42 GHz, et quatre cœurs de 1,8 GHz. La puce intègre un GPU Adreno 660 avec une fréquence principale de 840 MHz. Il prend en charge les cartes SIM 5G double tout en restant en veille sous le réseau 5G.
En termes de stockage, le Xiaomi Mi 11 encapsule 8 Go ou 12 Go de RAM LPDDR5 au-dessus du SoC, avec une fréquence principale de 3 200 MHz, et un stockage optionnel de 128 Go ou 256 Go. Les spécifications sont toutes UFS 3.1, ce qui est conforme à l’édition commémorative Mi 10 Extreme.

## Caméras
Pour la caméra arrière, le Mi 11 utilise le capteur S5KHMX qui a été utilisé dans le Mi 10, Mi 10 Pro, Mi CC9 Pro, et d’autres modèles, avec 108 millions de pixels et une valeur d’ouverture de f/1.85. En plus d’agir comme la caméra principale dans le Mi 11, il prend également en charge jusqu’à 30 fois le zoom numérique par recadrage. Par défaut, les pixels de sortie de Mi 11 sont les mêmes que ceux de Mi 10, avec 27 millions de pixels (images de 108 mégapixels en binned). Il peut enregistrer des vidéos à 720p 30 fps, 1080p 30/60 fps, 4K 30/60 fps et AI 8K 24/30 fps. En plus de la vidéo normale, il peut également enregistrer des ralentis interpolés à 720p 120/480 fps et 1080p 120/480 fps.
Le Xiaomi Mi 11 est également équipé d’un capteur ultra grand-angle de 13 mégapixels (fourni par Omnivision Technologies, OV13B10), qui prend en charge la prise de vue grand-angle jusqu’à 123°, une ouverture de f/2.4, et peut enregistrer des vidéos à 720p 30 fps, 1080p 30/60 fps et 4K 30 fps.
Le dispositif arbore également un appareil photo macro téléobjectif de 5 mégapixels (fourni par Samsung, S5K5E9) qui a une portée de mise au point de 10–3 cm du sujet. Ce capteur est également capable d’enregistrer des vidéos à 720P 30fps et 1080P 30fps.
La caméra frontale du Mi 11 utilise le capteur Samsung S5K3T2, qui est également utilisé dans les séries Xiaomi Mi 10 et Redmi K20/30, avec un nombre de pixels de 20 millions. Il prend en charge l’enregistrement vidéo 1080p 30/60 fps et 720p 30 fps.

## Autre
Mi 11 prend en charge la charge filaire avec une puissance allant jusqu’à 55 W (11 V 5 A MAX), la charge sans fil avec une puissance de 50 W, et la charge sans fil inverse avec une puissance allant jusqu’à 10 W, qui peut charger d’autres appareils qui prennent en charge la charge sans fil. Cependant, la version chinoise du Mi 11 est fournie sans chargeur. Dans certaines régions, la version standard arrive sans chargeur, mais une version avec un chargeur GaN de 55 W est également disponible sans frais supplémentaires. La version mondiale est livrée avec un chargeur de 55 W GaN, câble de charge, protecteur d’écran en plastique, boîtier en plastique translucide, et outil d’éjection SIM dans la boîte.
Le téléphone utilise des haut-parleurs stéréo, mais les haut-parleurs stéréo symétriques utilisés sur Mi 10 ont été remplacés par des haut-parleurs stéréo asymétriques. L’unité de son supérieure est légèrement plus petite que la partie inférieure, et fonctionne également comme un écouteur. De plus, la sortie audio de 3,5 mm et l’interface d’entrée ont été supprimées. Le connecteur standard de 3,5 mm ne peut être converti qu’à l’aide d’un câble de conversion de câble audio USB de type C à 3,5 mm.
Le téléphone prend également en charge Bluetooth 5.2, multi-fonctions NFC, et les fonctions de télécommande infrarouge. Les applications de contrôle à distance peuvent être utilisées pour contrôler l’équipement électrique qui prend en charge la commande infrarouge.

## Système
Xiaomi Mi 11 utilise le système d’exploitation MIUI 12 basé sur Android 11, qui peut être mis à niveau vers MIUI 12.5 et les versions ultérieures par le biais de mises à jour système.

## Mi 11 Ultra et Mi 11 Pro
Avec le Mi 11,, Xiaomi a également lancé le Mi 11 Ultra et le Mi 11 Pro en Chine le 29 mars 2021 et dans le monde en avril 2021. Xiaomi Mi 11 Ultra écran secondaire.
Mi 11 Ultra Ceramic White. Mi 11 Ultra et Mi 11 Pro sont les variantes phares plus élevés, qui utilise Qualcomm Snapdragon 888 chipset et sont les premiers appareils à venir avec la batterie d’anode au silicium-oxygène,,.